# Clipper (langage)
Pour les articles homonymes, voir Clipper (homonymie).
Clipper est un langage de programmation de haut-niveau, initialement destiné à la création de programmes de gestion de bases de données (SGBD) en environnement DOS. En raison de sa grande stabilité, de sa flexibilité et de ses capacités générales, il a été souvent utilisé comme un langage de programmation pour tout type d'usage.

## Histoire
Créé en 1985 par la société Nantucket Corporation, il était destiné à réaliser des programmes compilés compatibles avec la dernière génération du langage DBase. Ces programmes, dont le code était ainsi « protégé » pouvaient fonctionner de manière autonome sur des ordinateurs sans avoir besoin d'y installer un interpréteur. En moins de trois ans, parallèlement à son concurrent FoxBase, Clipper s'imposa d'abord avec sa version Clipper Summer '87 puis avec la version Clipper 5.00 comme le langage d'écriture des logiciels de gestion de base de données (gestion de stock et facturation, par exemple), alors que les ventes de son concurrent DBase IV s'effondraient.
Au fur et à mesure des versions, le langage Clipper évolua vers un langage complet, intégrant la programmation orientée objet et s'appuyant sur certaines caractéristiques du langage C. Après le rachat, en 1992, de la société Nantucket par Computer Associates, le logiciel prit le nom de « CA-Clipper » puis de « CA-Visual Objects ».

## Postérité
Comme Clipper cessa d'être développé après sa reprise par CA (à part une version 5.3b comportant quelques corrections de bogues), ce malgré une base importante de logiciels et applications (souvent corporatives) écrits en Clipper, et comme CA-Visual-Object n'était pas rétro-compatible avec le code écrit en Clipper et lui-même de développement très lent, un projet open-source appelé Harbour démarra en 1999, dont le but était de faire un compilateur 100 % compatible avec le code Clipper existant, totalement orienté objet, 32 bits et multiplateforme. Il gagna rapidement de nombreuses extensions propres, et plusieurs bibliothèques lui ajoutent la possibilité de fonctionner nativement en environnement graphique. Un fork, xHarbour.org (et une version commerciale, xharbour.com, construite sur xharbour.org et comprenant de nombreux utilitaires), a également vu le jour. Les deux sont toujours activement développés à ce jour (2009).

## Exemples
Un Hello world :
```
? 
"Hello World!"

```

Un masque de saisie pour une entrée dans une base de données : 
```
USE
 Client SHARED NEW

clear

@  1, 0 SAY 
"NumClient"
 GET Client->NumClient PICT 
"999999"
 VALID Client->NumClient > 0
@  3, 0 SAY 
"Contact"
 GET Client->Contact VALID !
empty
(Client->Contact)
@  4, 0 SAY 
"Adresse"
 GET Client->Adresse

READ

```